# San Lorenzo in Damaso (titre cardinalice)
Le titre cardinalice San Lorenzo nel Teatro Pompeio est institué par le pape Évariste en 112 et est confirmé par le pape Damase Ier dont on suppose qu'il a lui-même occupé le titre en tant que cardinal en 366.
Le titulus apparait également dans les listes des VIe siècle, VIIe siècle et XIIe siècle quand il prend son nom définitif de San Lorenzo in Damaso.
Selon le catalogue de Pietro Mallio établi sous le pontificat du pape Alexandre III, le titre était lié à la  basilique Saint-Pierre.
Par la bulle Etsi ad singule du 5 juillet 1532, le pape Clément VII attribue de manière perpétuelle ce titre au cardinal chancelier de la sainte Église Romaine quel que soit son ordre cardinalice, diacre, prêtre ou évêque. Cette disposition reste en vigueur jusqu'à la suppression de la fonction de chancelier en 1973.

## Titulaires
- Damase (?-366) (futur pape Damase 1er)
- Boniface (vers 415-418) (futur pape Boniface 1er)
- Prosper d'Aquitaine (?) (432?-?)
- Projettizio (494 ou 492-?)
- Lorenzo (499-500)
- Specioso (ou Specio) (500?-?)
- Specioso (590-?)
- Epifanio (731- début de 745)
- Leone (début 745- début de 761)
- Marino (761-?)
- Leone (853-?)
- Adriano (875-?)
- Christophore (vers 900-903)
- Pietro (946-964)
- Pietro (964-993)
- Pietro (1012- vers 1027)
- Giovanni (1033-1049)
- Leone (1049- vers 1072)
- Riso (ou Richo) (1088-1112)
- Adeodato (1112-1129)
- Stefano (1130-1133)
- Yves (1133-1137)
- Angelo (?) (1137-1143)
- Guido Moricotti (1143- vers 1150)
- Nikolaus (1150-1151)
- Giovanni Paparoni (it) (ou Paparo, ou Paperone) (1151-1158)
- Pietro di Miso (it) (1166-1182)
  - Ottone (ou Othon) (1172-1173), pseudo-cardinal de l'antipape Calixte III
- Pedro de Cardona (1182)
- Uberto Crivelli (1182-1185) (futur pape Urbain III)
- Pietro (1188-1190)
- Pierre Duacensis (1216)
- Pietro Campano (ou Campanus) (1216-1217)
- Matteo d'Acquasparta (1288-1291)
- Francesco Ronci (1294)
- Nicolas de Nonancour (ou l'Aide) (13 octobre 1294-1299)
- Arnaud Nouvel, in commendam (1317)
- Hugues Roger (1342-1363)
- Pierre de Banac (1368-1369)
- Pietro Corsini (1370-1374)
- Bartolomeo de Coturno (1381-1386)
- Angelo Acciaioli junior (1386-1397)
- Giordano Orsini (1409-1412)
  - Juan Martinez de Murillo (1419-1420), pseudo-cardinal de l'antipape Benoît XIII
  - Aleksander Mazowiecki (1440-1449), pseudo-cardinal de l'antipape Félix V
- Ludovico Trevisano (ou Scarampi-Mezzarota) (1440-1465)
- Juan de Mella (1465-1467)
- Raffaele Sansoni Galeotti Riario (1480-1503); in commendam (1503-1517)
- Jules de Médicis (1517-1523) (futur pape Clément VII)
- Pompeo Colonna (ou Pompeio) (1524-1526); suspendu (1526-1527); rétabli (1527-1532)
- Hippolyte de Médicis (1532-1535)
- Alexandre Farnèse (1535-1564); in commendam (1564-1589)
- Alessandro Damasceni Peretti, diaconie pro illa vice (1589-1620); in commendam (1620-1623)
- Ludovico Ludovisi (1623-1632)
- Francesco Barberini, diaconie pro illa vice (1632-1644); titulaire (1644-1645); in commendam (1645-1679)
- Pietro Ottoboni, daconie pro illa vice (1689-1724); titulaire (1724-1725); in commendam (1725-1740)
- Tommaso Ruffo, in commendam (1740-1753)
- Girolamo Colonna di Sciarra (1753-1756)
- Alberico Archinto (1756-1758)
- Carlo Rezzonico (1758-1763)
- Henri Benoît Stuart, in commendam (1763-1807)
- Francesco Carafa della Spina di Traetto (1807-1818)
- Giulio Maria della Somaglia, in commendam (1818-1830)
- Tommasso Arezzo, in commendam (1830-1833)
- Carlo Odescalchi, in commendam (1833-1834)
- Carlo Maria Pedicini, in commendam (1834-1843)
- Tommaso Bernetti (1844-1852)
- Luigi Amat di San Filippo e Sorso, in commendam (1852-1878)
- Antonio Saverio De Luca, in commendam (1878-1883)
- Teodolfo Mertel (1884-1899)
- Lucido Maria Parocchi, in commendam (1899-1903)
- Antonio Agliardi (1903-1915)
- Ottavio Cagiano de Azevedo (1915-1927)
- Andreas Frühwirth  (1927-1933)
- Tommaso Pio Boggiani (1933-1942)
- Celso Benigno Luigi Costantini (1958)
- Santiago Luis Copello (1959-1967)
- Luigi Traglia (1968-1972) (dernier chancelier de la Sainte Église romaine)
- Narciso Jubany Arnau (1973-1996)
- Antonio María Rouco Varela (1998-)

## Sources
- (it) Cet article est partiellement ou en totalité issu de l’article de Wikipédia en italien intitulé « San Lorenzo in Damaso (titolo cardinalizio) » (voir la liste des auteurs).